# ゲオルク・フォン・マイヤー

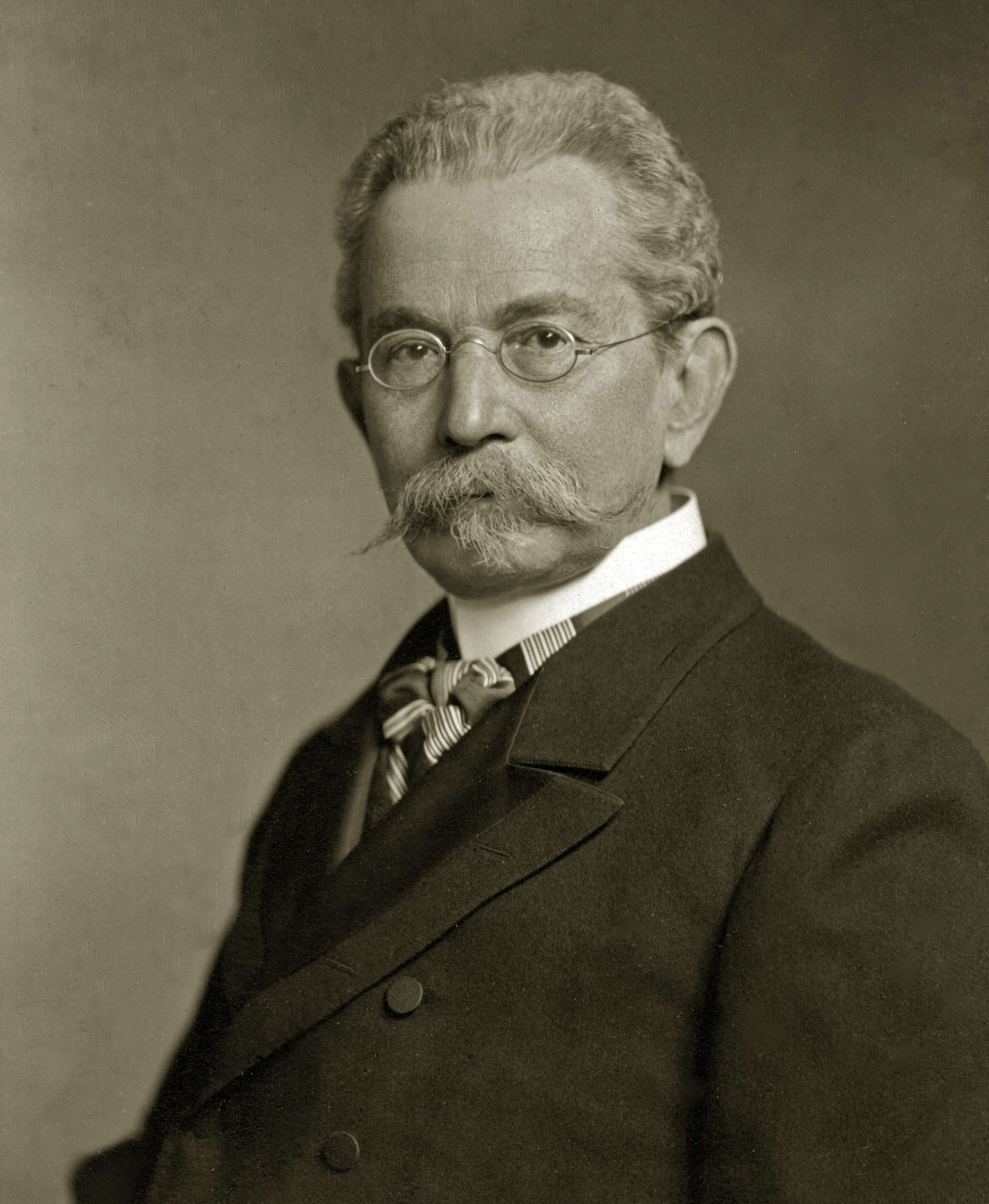
ゲオルク・フォン・マイヤー

ゲオルク・フォン・マイヤー（1841年2月12日 – 1925年9月6日）は、ドイツの統計学者、経済学者である。1879年以降はリッター・フォン・マイヤー（Ritter von Mayr）と称された。ヴュルツブルク出身、トゥッツィングにて没。

## 生涯
ゲオルク・フォン・マイヤーは、数学者でヴュルツブルク大学の教授を務めたアロイス・マイヤーの息子として生まれた。彼はミュンヘンで学び、1865年にミュンヘン大学でハビリテーション（大学教授資格）を取得した。
1868年に準教授となり、1869年には彼の恩師であるフリードリヒ・フォン・ヘルマンの後任として統計局の長に就任した。その後、内務省参事官（Ministerialrat）に任命され、同年に『王立バイエルン統計局誌（Zeitschrift des Königlich Bayerischen Statistischen Bureau）』を創刊。彼は主に人口統計に関する多数の論文を同誌に発表した。
レーダーチャート（星形図）は、1877年にマイヤーによって初めて統計的に使用された。
1879年、彼はバイエルン王冠功労勲章の騎士十字章を授与され、それに伴い個人貴族に叙された。 同年9月には、アルザスのストラスブールにある帝国省庁において副次官に任命されたが、1887年に退任。その後はミュンヘンに居住した。
1913年12月6日には、ルートヴィヒ＝マクシミリアン大学ミュンヘンの学長に就任。1914年には、第一次世界大戦開戦時に知識人らが発表した「93人の声明（Manifest der 93）」の署名者の一人となった。

## 著作
- 『官庁統計の組織』、ミュンヘン、1876年
- 『社会生活における法則性』、ミュンヘン、1877年
- 『ドイツ帝国とタバコ専売制』（匿名）、シュトゥットガルト、1878年
- 『統計学と社会学』
  - 第1巻：『理論統計学』、モール社、チュービンゲン、1895年／1914年
  - 第2巻：『人口統計学』、モール社、チュービンゲン、1897年／1922年／1927年
  - 第3巻：『道徳統計学（犯罪統計を含む）』、モール社、チュービンゲン、1909年／1917年
- 『国家学の概念と分類』、ラウプ社、チュービンゲン、1901年／1921年
- 『統計と政治、特に行政統計について』、『政治ハンドブック』所収、ベルリンおよびライプツィヒ、1914年（Wikisource版）